# Юглер, Иоганн Генрих
Иоганн Генрих Юглер (нем. Johann Heinrich Jugler; 21 сентября 1758, Люнебург — 27 мая 1812, Люнебург) — немецкий врач, этнограф и исследователь полабского языка.
Доктор медицинских наук, Кур-Ганноверский ландфизик в Люнебурге, член Академии прикладных наук в Эрфурте, корреспондент Научного сообщества в Гёттингене и почетный член Естественно-исторического общества в Ганновере.

## Биография
Сын учёного Иоганна Фридриха Юглера. Образование получил в университете Гёттингена.
С 1784 работал врачом в Бойценбурге на Эльбе, Виттингене, Гифхорне, с 1809 до смерти в Люнебурге.

## Научная деятельность
Одним из первых стал заниматься исследованиями полабского языка. 
Используя записки Яна Парума Шульце, подготовил к печати, но так и не издал работу под названием Полный люнебуржско-вендский словарь, составленный из трех неопубликованных рукописей и до нынешнего времени малоизвестных собраний Иоганна Генриха Юглера, доктора медицинских наук, Кур-Ганноверского ландфизика в Люнебурге, члена Академии прикладных наук в Эрфурте, корреспондента Научного сообщества в Гёттингене и почетного члена Естественно-исторического общества в Ганновере. 1809. (нем. Vollständiges Lüneburgisch-Wendisches Wörterbuch aus drey ungedruckten Handschriften un den wenigen bisher bekannten Sammlungen zusammengetragen von Johann Heinrich Jugler d. Arzneiwissenschaft Doctor Chur-Hanöverschen Landphysicus in Lüneburg, der Akademie nützlicher Wissenschaften in Erfurt Mitgliede, der Societät der Wissenschaften in Göttingen Correspondenten, und der Naturhistorischen Gesellschaft in Hannover Ehrenmitgliede. 1809.)
Помимо словаря работа содержала большое вступление, в котором автор изложил всё, что знал о славянском населении Данненберга, Люхова и Вустрова.
Неизданная рукопись была куплена библиотекой университета в Гёттингене. Опубликована в середине XX века, долгое время служила основным источником по вопросам изучения полабского языка.
Автор нескольких публикаций на медицинские темы.

## Избранный публикации
- «Bibliothecae ophtalmicae specimen рrimum» (Гамбург, 1783);
- «Opuscula bina medico-litteraria» (Лейпциг и Дессау, 1785);
- «Repertorium über das gesammte Medicinalwesen in den Braunschweig-Lüneburg’schen Kurlanden» (Ганновер, 1790);
- "Wie können billige Preise der Apothekerwaaren, besonders der zubereiteten Arzneien, erhalten und gesichert werden?" (1795);
- «Ist es nothwendig und ist es möglich, beide Theile der Heilkunst, die Medicin und die Chirurgie, sowohl in ihrer Erlernung als ausübung wieder zu vereinigen» (Эрфурт, 1799);
- «Ίπποκράτους περί όψιος: Hippocratis de visu libellus» (Гельмштедт, 1792)
- «Uglers Lüneburgisch-wendisches Wörterbuch. (Vollstandiges Lüneburgisch-wendisches Wörterbuch.)» .